# Ramón Quiroga
Ramón Quiroga Arancibia (Rosario, Argentína, 1950. július 23. –) válogatott perui labdarúgó, kapus, edző.

## Pályafutása

### Klubcsapatban
1968 és 1973 között az argentin Rosario Central, 1973 és 1975 között a Sporting Cristal , 1975–76-ban az argentin Independiente, 1976 és 1983 között ismét a Sporting, 1983-ban az ecuadori Barcelona SC, 1984-ben a CNI, 1985–86-ban az Universitario labdarúgója volt. A Rosarióval egy argentin, a Sportinggal három, az Universitarióval egy perui bajnok címet nyert.

### A válogatottban
1977 és 1985 között 40 alkalommal szerepelt a perui válogatottban. Részt vett az 1978-as argentínai és az 1982-es spanyolországi világbajnokságon.

### Edzőként
1990 és 2012 között perui csapatoknál tevékenykedett edzőként. A Deportivo Municipal, a Cienciano, és az Universitario csapatának két időszakban is a vezetőedzője volt. Dolgozott még a León de Huánuco, az Aviación FAP, az Unión Minas és a Pacífico együttesénél is.

## Sikerei, díjai
Rosario Central
- Argentin bajnokság
  - bajnok: 1971

 Sporting Cristal
- Perui bajnokság
  - bajnok (3): 1972, 1979, 1980

 Universitario
- Perui bajnokság
  - bajnok: 1985